# Marianne Erdrich-Sommer
Marianne Erdrich-Sommer (* 25. April 1952 in Offenburg) ist eine deutsche Politikerin (Bündnis 90/Die Grünen), war Mitglied im baden-württembergischen Landtag und ist pensionierte Oberstudiendirektorin.

## Berufliche Entwicklung
Marianne Erdrich-Sommer studierte nach dem Abitur in Offenburg von 1972 bis 1976 an der Berufspädagogischen Hochschule Stuttgart im Fachbereich Wirtschaftswissenschaften. Von 1978 bis 1987 war sie Berufsschullehrerin an der gewerblichen Berufsschule Im Hoppenlau in Stuttgart, danach an der gewerblichen Max-Eyth-Berufsschule in Kirchheim unter Teck. Nach ihrem Landtagsmandat war sie bis von 2001 bis 2007 Abteilungsleiterin der Philipp-Matthäus-Hahn-Schule in Nürtingen. Von 2007 bis 2015 war sie Schulleiterin der Jakob-Friedrich-Schöllkopf-Schule in Kirchheim unter Teck. Erdrich-Sommer ist verheiratet und hat zwei Kinder.

## Politik
Erdrich-Sommer trat 1986 nach der Tschernobyl-Katastrophe den Grünen bei. 1989 wurde sie Mitglied des Kreistags des Landkreises Esslingen, in dem sie ein Jahr später zur Fraktionsvorsitzenden gewählt wurde. Von 1996 bis 2001 war sie Abgeordnete im Landtag von Baden-Württemberg. Sie vertrat dort das Zweitmandat des Wahlkreises 8 Kirchheim und war parlamentarische Geschäftsführerin und stellvertretende Vorsitzende der Landtagsfraktion von Bündnis 90/Die Grünen. Sie war zudem finanzpolitische Sprecherin. 2003 kandidierte sie erfolglos für das Amt des Bürgermeisters in Wendlingen. 2004 wurde sie in den Wendlinger Gemeinderat gewählt.
Erdrich-Sommer ist als Kreisrätin aktiv und Fraktionsvorsitzende des Kreisverbands Esslingen. Hier arbeitet sie im Verwaltungs- und Finanzausschuss und ist Aufsichtsrat der Kreiskliniken. Zudem war sie Sprecherin der GRÜNEN Alten Baden-Württemberg.